# Ciclo del trigo chileno
En la historiografía chilena, el ciclo del trigo o ciclo triguero se refiere a dos episodios de auge de las exportaciones de trigo y cambios relacionados en la sociedad y la agricultura. El primer ciclo ocurrió desde 1687 hasta la guerra de independencia (1813-1826) y fue provocado por una fuerte demanda en el Perú. La importancia del trigo había llevado al siglo XVIII en Chile a ser etiquetado como el siglo del trigo.
El segundo ciclo comenzó a mediados del siglo XIX, impulsado por las fiebres del oro de California y de Australia y terminó definitivamente durante la Gran Depresión en la década de 1870.

## Primer ciclo
Chile tiene una historia de exportación de cereales a Perú que se remonta a 1687 cuando Perú fue golpeado tanto por un terremoto como por una epidemia de roya. El suelo y las condiciones climáticas de Chile eran mejores para la producción de cereales que los de Perú y el trigo chileno era más barato y de mejor calidad que el trigo peruano. Según el historiador Sergio Villalobos y otros, los eventos de 1687 fueron solo el factor detonante para que comenzaran las exportaciones. El Valle Central de Chile, La Serena y Concepción fueron los distritos que llegaron a involucrarse en la exportación de cereales al Perú. En comparación con el siglo XIX, la superficie cultivada con trigo era muy pequeña y la producción modesta.
Inicialmente, los latifundios chilenos no pudieron satisfacer la demanda de trigo debido a la escasez de mano de obra, por lo que tuvieron que incorporar trabajadores temporales además de personal permanente. Otra respuesta de los latifundios a la escasez de mano de obra fue actuar como comerciantes, comprando trigo producido por agricultores independientes o de agricultores que alquilaban tierras. En el período de 1700 a 1850, esta segunda opción fue en general más lucrativa.
Las guerras de independencia en Chile (1810-1818) y Perú (1809-1824) tuvieron un impacto negativo en la industria del trigo chilena. El comercio se interrumpió y los ejércitos de Chile saquearon el campo. La Guerra a Muerte fue particularmente destructiva y terminó solo para ver un período de bandidaje fuera de la ley (por ejemplo, los Hermanos Pincheira) ocurren hasta finales de la década de 1820. El comercio con Perú no se recuperó por completo después de las luchas por la independencia.

## Segundo ciclo
| Año  | Granos  | Harina  |
| 1848 | 3000    | n / A   |
| 1849 | 87 000  | 69.000  |
| 1850 | 277.000 | 221.000 |
| 1854 | 63.000  | 50.000  |

En el siglo XIX, el acceso a los mercados de California y Australia hizo que la exportación de trigo fuera una actividad muy lucrativa. A mediados del siglo XIX, esos países experimentaron una gran fiebre del oro, lo que generó una gran demanda de trigo. Chile era en ese momento el único productor de trigo de cierta importancia en la cuenca del Pacífico.
Paralelamente al ciclo del trigo, se construyeron nuevos canales de riego y se introdujeron la apicultura y algunas máquinas en la agricultura chilena. Aparte de eso, se exploraron nuevos mercados para los productos agrícolas chilenos.
El boom del trigo no duró mucho; en 1855, California logró abastecerse de trigo por sí misma, y a partir de 1858 pasó a exportar trigo a Chile. La fiebre del oro australiana de 1851 tuvo el efecto de disminuir la mano de obra utilizada en la agricultura, lo que obligó a la colonia a importar trigo de Chile para sostener las exportaciones de trigo chileno mientras el mercado californiano desaparecía. Una vez finalizada las fiebres del oro de California y Australia, esas regiones comenzaron a exportar trigo compitiendo con el trigo chileno, provocando que desde mediados de la década de 1860 en adelante las exportaciones de trigo se trasladaran a Inglaterra.  El ciclo llegó a su fin a fines de la década de 1870 debido a la creciente tecnificación de la agricultura en los Estados Unidos y Argentina y la competencia de Rusia y Canadá. El fin del ciclo del trigo se sumó a la ya difícil situación por la que atravesaba la economía chilena en la década de 1870. Las exportaciones a Inglaterra continuaron al menos hasta 1890.